# راکیفورد (کلرادو)
راکیفورد (به انگلیسی: Rocky Ford) شهری در ایالت کلرادو کشور ایالات متحده آمریکا است که جمعیت آن در سرشماری سال ۲۰۱۰ میلادی، ۳٬۹۵۷ نفر بوده‌است.

## نگارخانه

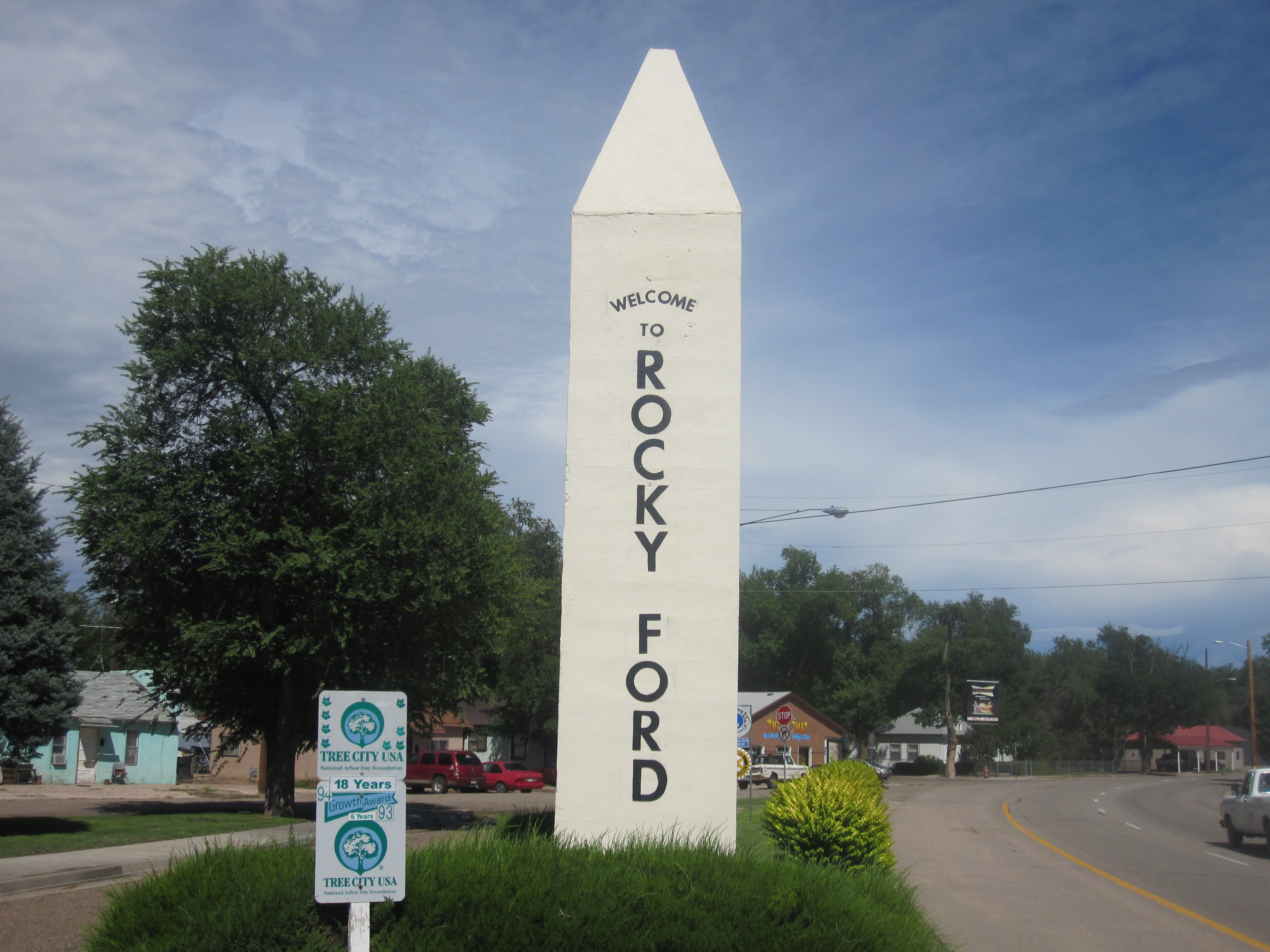
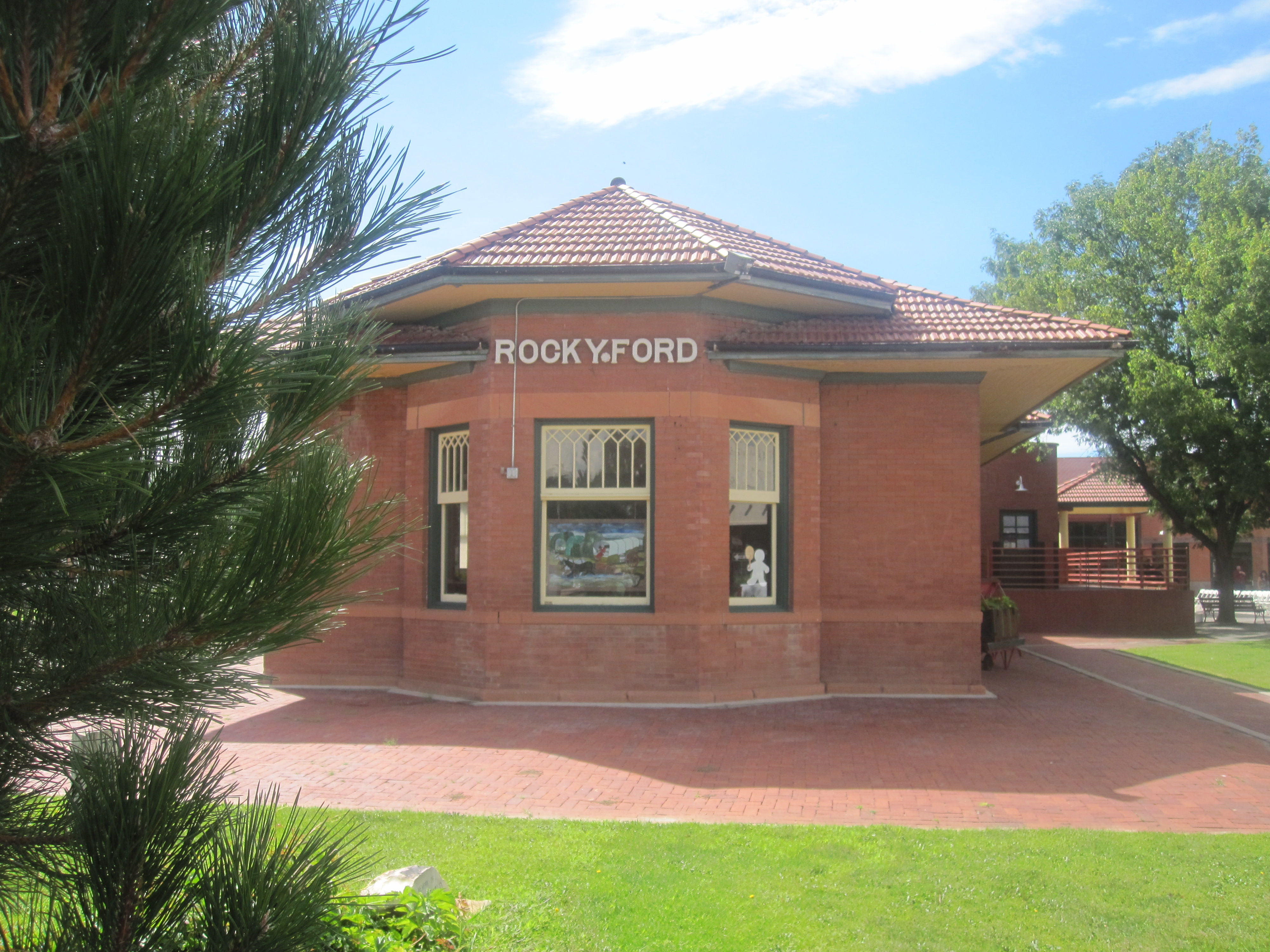
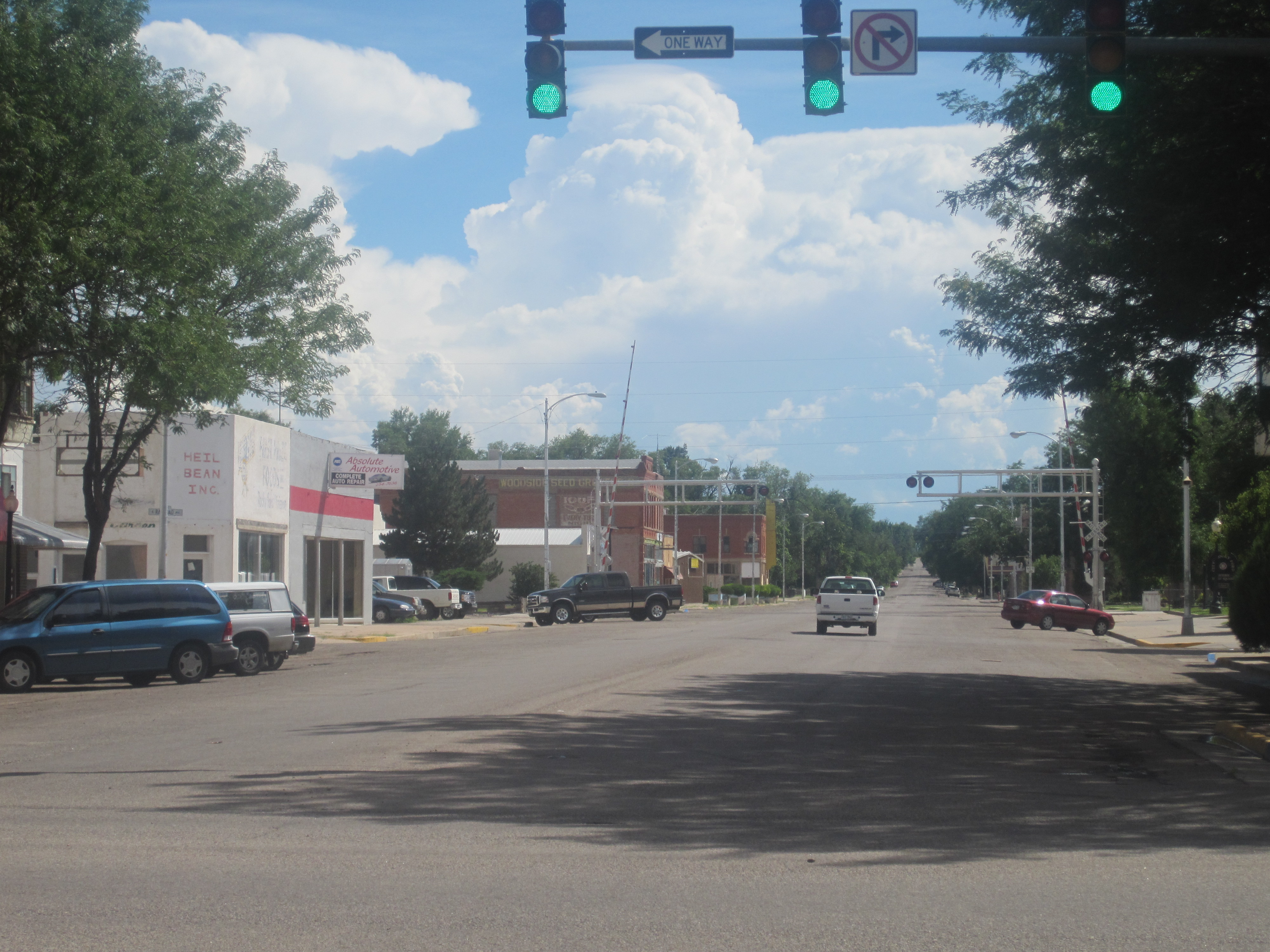
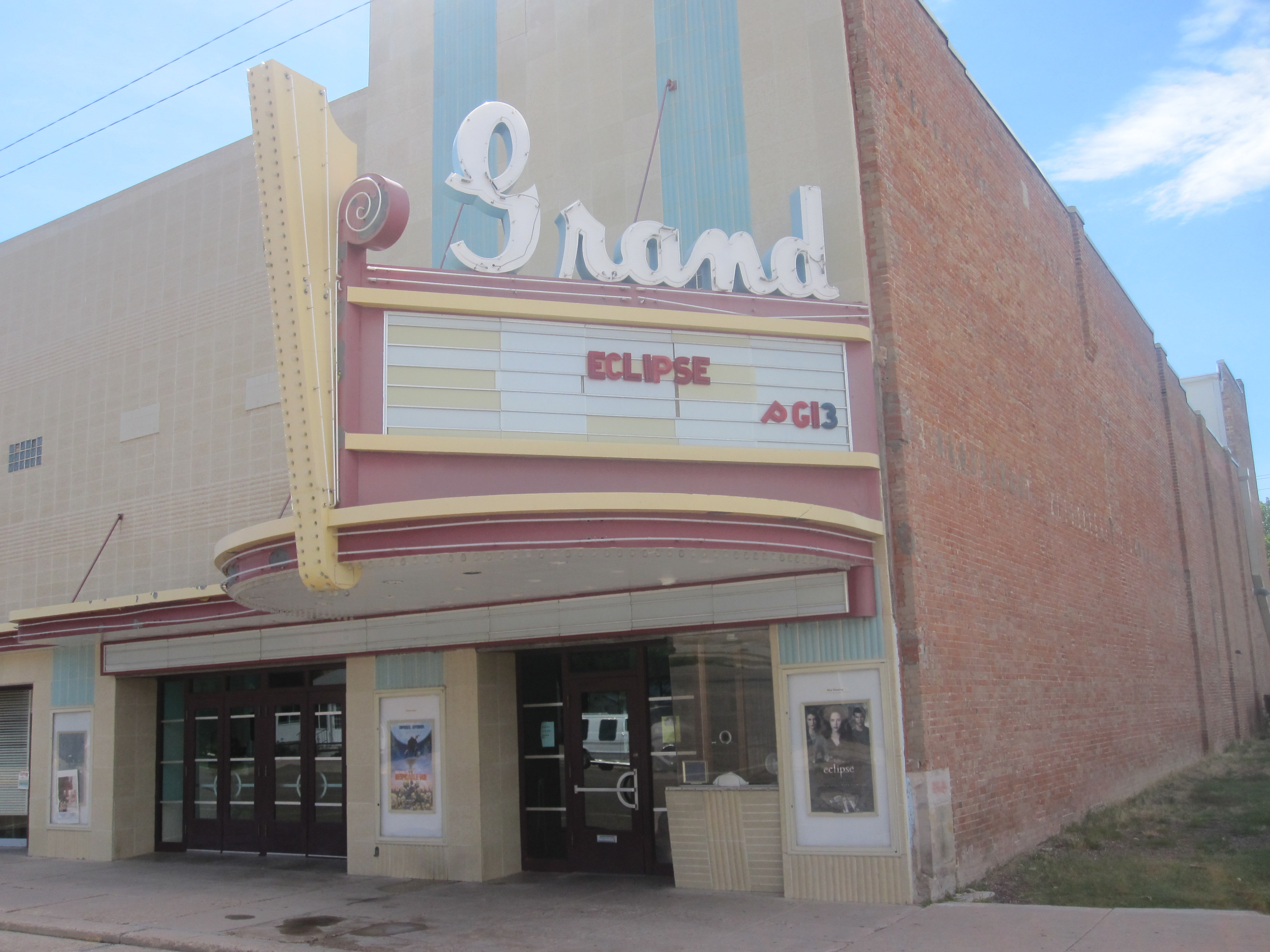
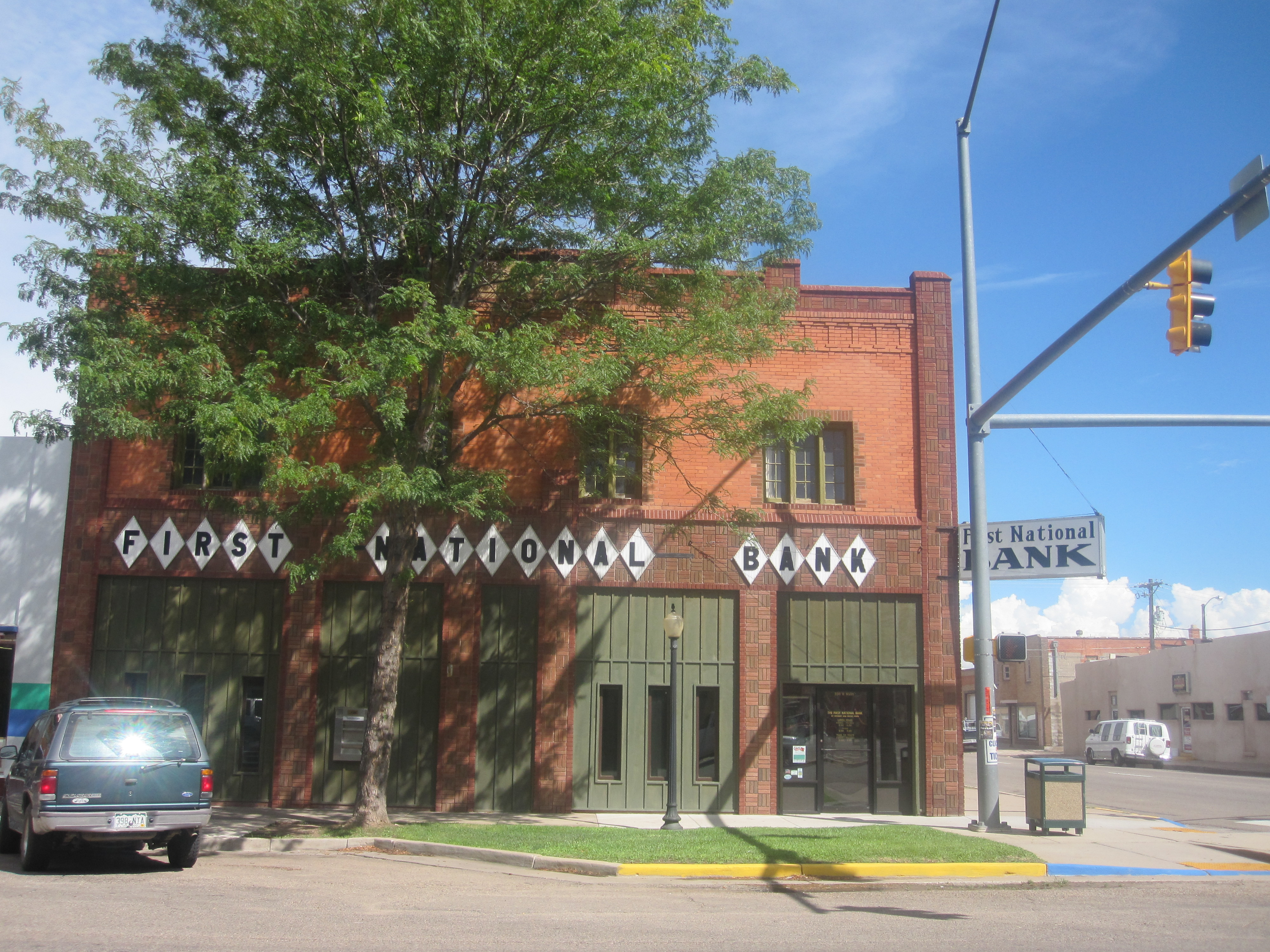
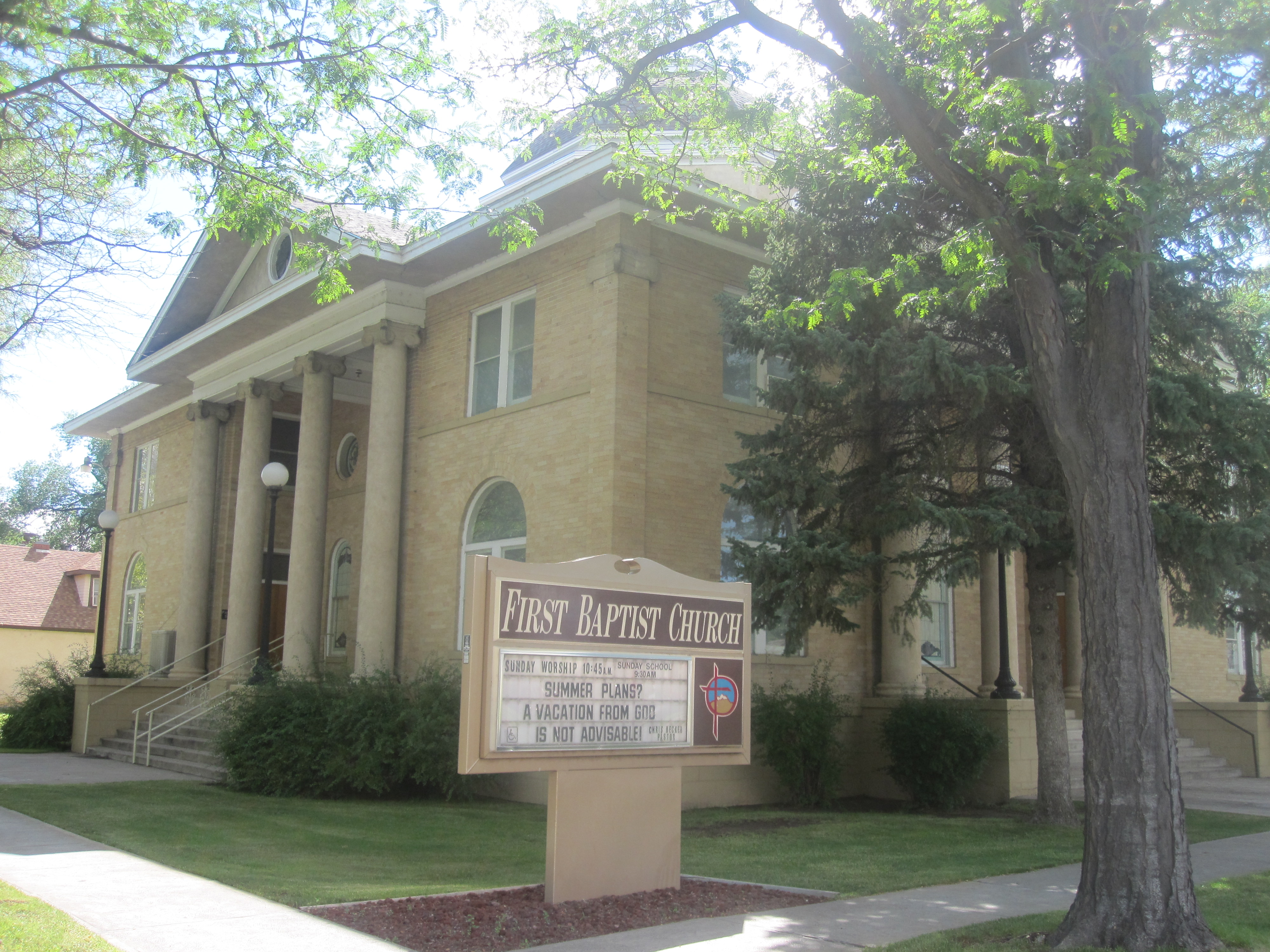
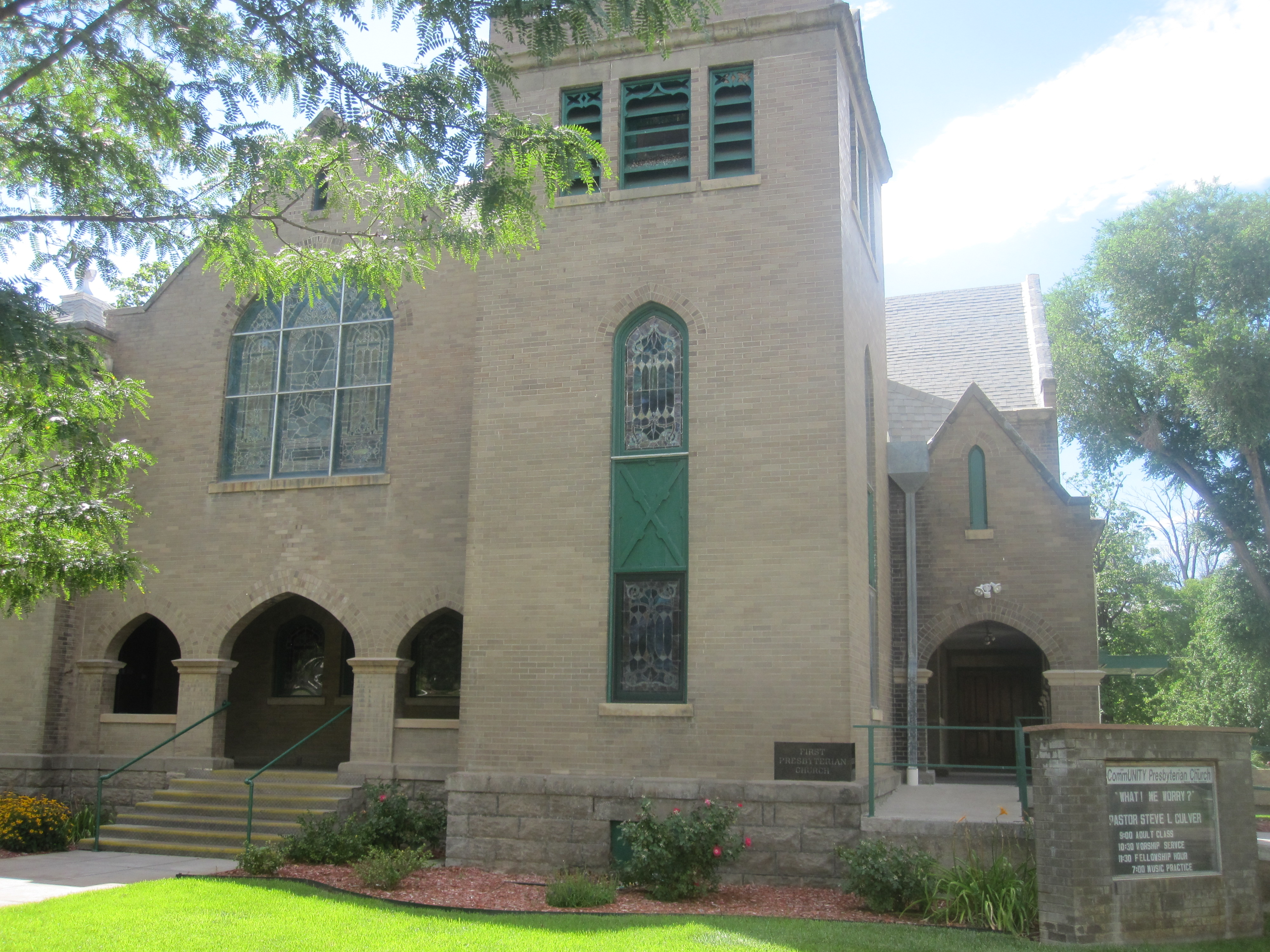
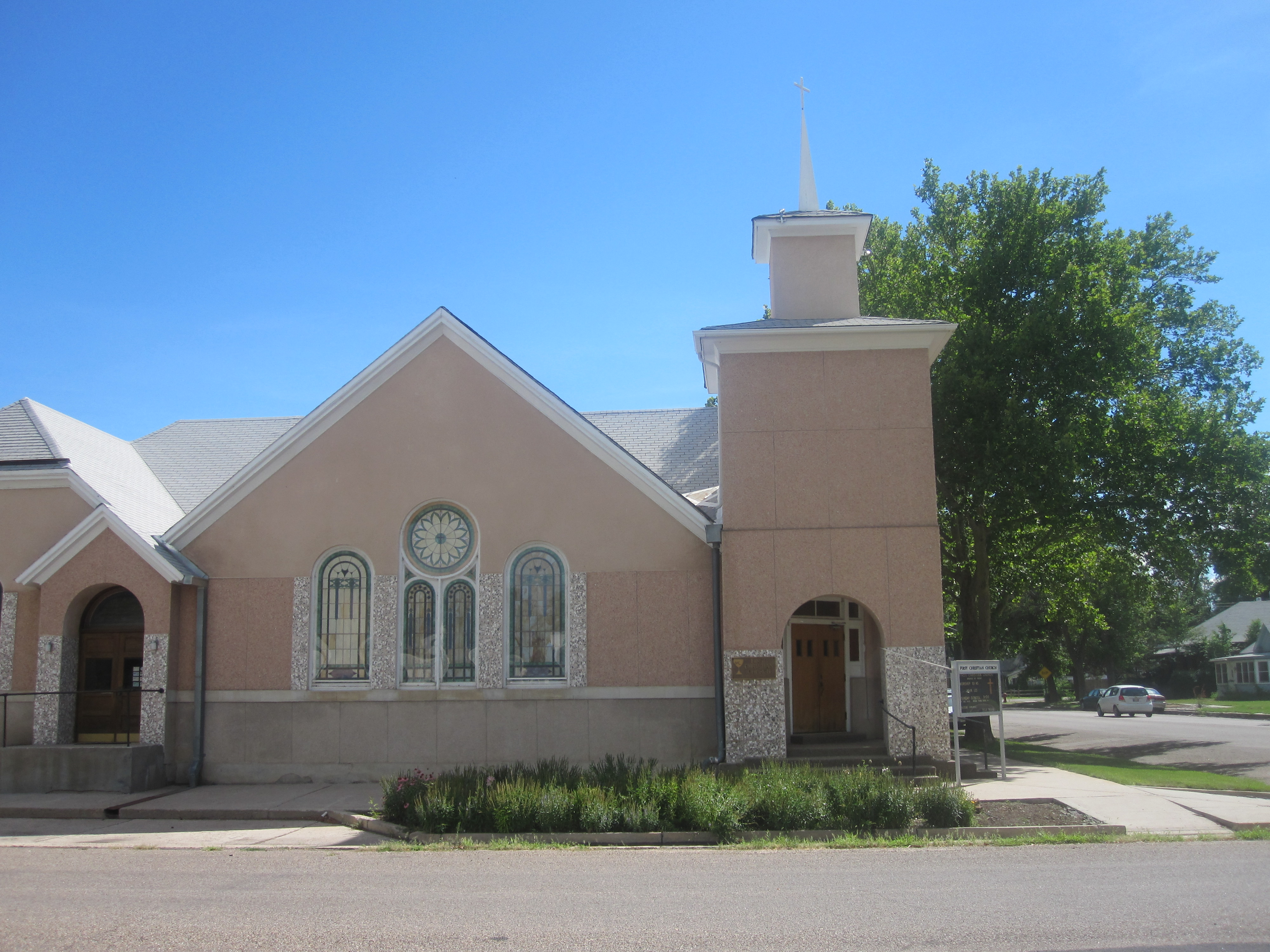
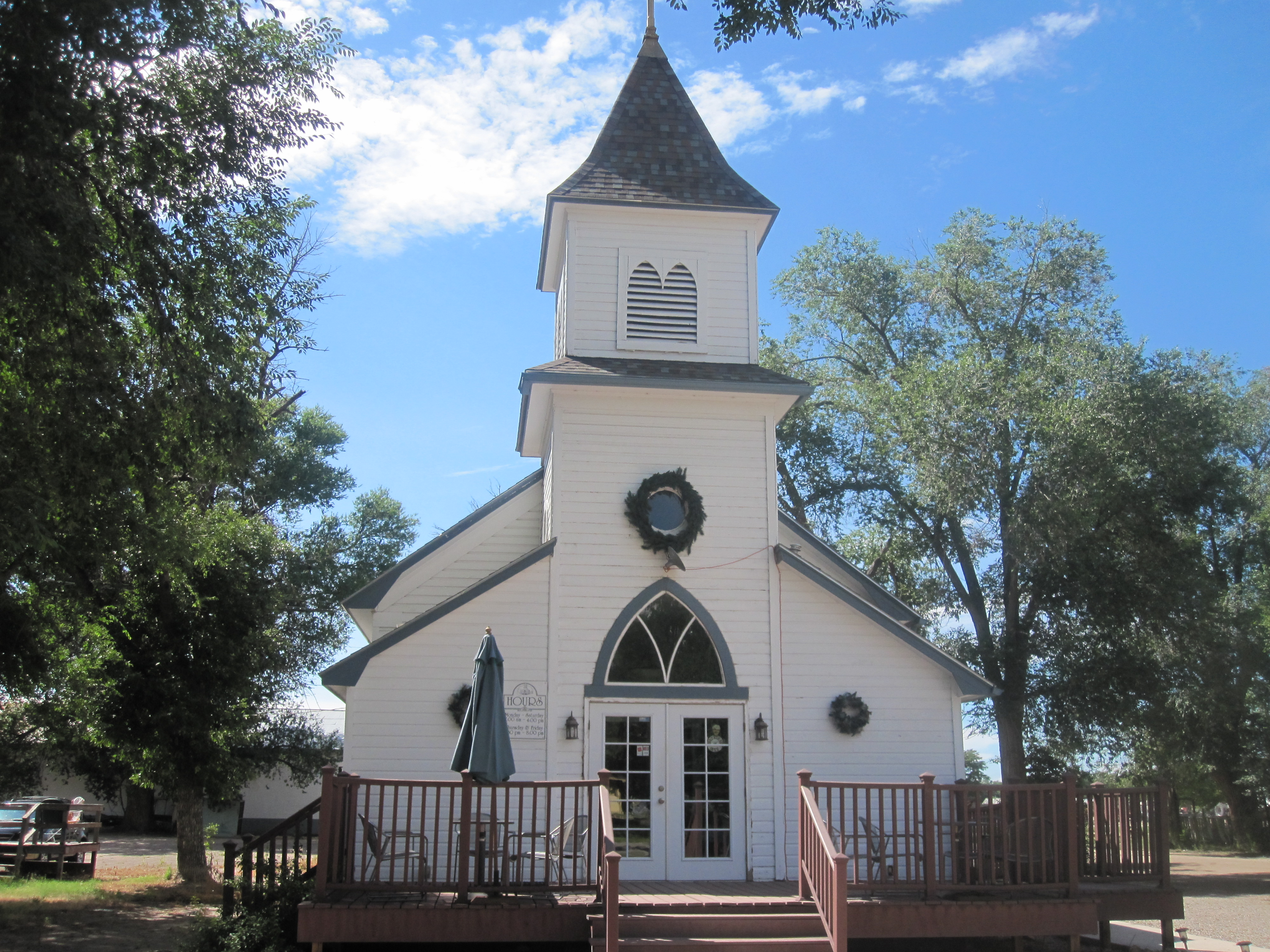